# Jarosław Rak
Jarosław Rak (ur. 29 lipca 1909 w Winnikach, zm. 10 września 1989) – ukraiński działacz nacjonalistyczny, sportowy i płastowy, prawnik.
W latach 30. był członkiem Organizacji Ukraińskich Nacjonalistów, działaczem Ukraińskiego Związku Sportowego we Lwowie oraz przewodniczącym Ukraińskiego Studenckiego Klubu Sportowego.
W 1934 był sądzony w „procesie warszawskim” za udział w zabójstwie ministra Bronisława Pierackiego, skazany na karę więzienia.
W latach 1939–1940 był kierownikiem wydziału młodzieży Ukraińskiego Komitetu Centralnego, następnie działaczem Ukraińskiego Komitetu Narodowego w Krakowie. Aresztowany 5 lipca 1941, do 18 grudnia 1944 był więźniem niemieckiego obozu koncentracyjnego KL Auschwitz (nr oboz. 66676).
W latach 1945–1948 był działaczem młodzieżowym w Niemczech, w latach 1945–1953 członkiem Głównej Rady Płastowej, od 1970 przewodniczącym Koordynacyjnej Rady Wychowawczo-Doradczej przy Ukraińskim Komitecie Kongresowym Ameryki.

## Literatura
- Adam Cyra, Banderowcy w KL Auschwitz, w: Studia nad faszyzmem i zbrodniami hitlerowskimi, t. XXX, Wrocław 2008, ISBN ISSN 0239-6661, 0137-1126.